# Bieżuń (gmina)
Bieżuń (daw. gmina Bieżuń + gmina Stawiszyn) – gmina miejsko-wiejska w województwie mazowieckim, w powiecie żuromińskim. W latach 1975–1998 gmina położona była w województwie ciechanowskim.
Siedzibą gminy jest Bieżuń.
30 czerwca 2004 gminę zamieszkiwały 5303 osoby. Natomiast według danych z 31 grudnia 2019 roku gminę zamieszkiwały 4973 osoby.
Za Królestwa Polskiego gmina należała do powiatu sierpeckiego w guberni płockiej. 1 stycznia?/13 stycznia 1870 do gminy przyłączono pozbawiony praw miejskich Bieżuń.

## Struktura powierzchni
Według danych z roku 2002 gmina Bieżuń ma obszar 122,02 km², w tym:
- użytki rolne: 79%
- użytki leśne: 9%

Gmina stanowi 15,16% powierzchni powiatu.

## Demografia
Dane z 31 grudnia 2017 roku:
| Opis                              | Ogółem | Ogółem | Kobiety | Kobiety | Mężczyźni | Mężczyźni |
| --------------------------------- | ------ | ------ | ------- | ------- | --------- | --------- |
| jednostka                         | osób   | %      | osób    | %       | osób      | %         |
| populacja                         | 5 088  | 100    | 2 549   | 50,1    | 2 539     | 49,9      |
| gęstość zaludnienia (mieszk./km²) | 43     | 43     | 22      | 22      | 21        | 21        |

- Piramida wieku mieszkańców gminy Bieżuń w 2014 roku[9].

## Sołectwa
Adamowo, Bielawy Gołuskie, Bieżuń, Dąbrówki, Dźwierzno, Gołuszyn, Karniszyn, Karniszyn-Parcele, Kobyla Łąka, Kocewo, Mak, Małocin, Myślin, Pozga, Sadłowo, Sadłowo-Parcele, Sławęcin, Stanisławowo, Stawiszyn-Łaziska, Stawiszyn-Zwalewo, Strzeszewo, Trzaski, Wieluń, Wilewo-Pełki, Władysławowo, Zgliczyn Pobodzy.

## Miejscowości niesołeckie
Kobyla Łąka (kolonia), Marysin.

## Sąsiednie gminy
Lutocin, Radzanów, Rościszewo, Siemiątkowo, Szreńsk, Zawidz, Żuromin